# Raúl Estrada
Raúl Estrada (* um 1910 in Mexiko; † 12. Februar 2007 ebenda), besser bekannt als „Pipiolo“ (Jüngling) war ein mexikanischer Fußballtorwart. Pipiolo Estrada war mexikanischer Nationaltorwart und gewann mit seinen Vereinen Necaxa und Atlante mehrmals die mexikanische Fußballmeisterschaft.

## Biografie

### Ausstrahlung
Estrada verfügte nicht nur über ausgezeichnete Reflexe, sondern wusste auch außerhalb des Spielfeldes zu gefallen. Er bestach sowohl durch sein Aussehen (er galt als „mexikanischer Clark Gable“) als auch durch seine klangvolle Stimme. Der Fußballhistoriker Carlos Calderón Cardoso berichtet, dass etliche Frauen förmlich dahin schmolzen, wenn sie Interviews mit ihm im Radio hörten. Ein weiteres, ansonsten für die 1930er Jahre eher ungewöhnliches, Indiz für seine hohe Beliebtheit war die Tatsache, dass viele weibliche Teenager zum Trainingsgelände von Necaxa pilgerten, nur um ihn zu sehen.

### Necaxa
Estrada begann seine aktive Karriere bei Atlas Guadalajara. 1933 wurde er von Necaxa als Nachfolger für den als Torwart ausscheidenden und als Trainer weiter arbeitenden Ernst Pauler verpflichtet und stand dort bis 1939 unter Vertrag. Der Extorwart aus Österreich und der neue Torwart „Pipiolo“ Estrada gewannen zusammen die mexikanische Meisterschaft der Saison 1934/35. Auch in den folgenden Jahren war Estrada ein wichtiger Rückhalt und Bestandteil der Mannschaft, die als Once Hermanos (Elf Brüder) in die mexikanische Fußballgeschichte einging. Die beste mexikanische Vereinsmannschaft jener Tage gewann auch die Meisterschaften in den Spielzeiten 1936/37 und 1937/38.

### Nationalmannschaft
Im Zeitraum zwischen 1935 und 1938, als er mit Necaxa dreimal Meister wurde, hütete er neunmal das Tor der mexikanischen Nationalmannschaft und verlor dabei kein einziges Spiel: achtmal verließ er den Platz als Sieger und nur einmal (beim 2:2 gegen Panama am 20. Februar 1938) musste er sich mit einem Punktverlust begnügen. Sein größter Erfolg mit der Nationalmannschaft war der Gewinn der Zentralamerikanischen Meisterschaften 1935 in El Salvador; es war der erste Titel einer mexikanischen Fußballnationalmannschaft, die bei diesem Turnier fast ausnahmslos aus Spielern des Club Necaxa bestand.

### Atlante
1939 wechselte Estrada zu Necaxas Erzrivalen Atlante, mit dem er die Meisterschaft in den Jahren 1940/41 und 1946/47 gewann. Der mexikanische Fußballchronist Carlos Calderón Cardoso kommentierte diesen Schritt mit den Worten: Raúl „Pipiolo“ Estrada war einer der ersten, der Necaxa verließ, als Atlante ihm bessere Konditionen bot.

### Tod
Estrada verstarb in den frühen Morgenstunden des 12. Februar 2007 im Alter von 96 Jahren.

## Erfolge

### Verein
- Mexikanischer Meister: 1935, 1937, 1938 und 1941 (Primera Fuerza), 1947 (Primera División)
- Mexikanischer Pokal: 1936, 1942
- Mexikanischer Supercup: 1942

### Nationalmannschaft
- Zentralamerikanische Meisterschaft: 1935, 1938